# 枋山村
22°15′19″N 120°39′27″E / 22.2552913°N 120.6573779°E
枋山村，是臺灣屏東縣枋山鄉所轄的4個村之一，位在枋山鄉西南緣。人口約1468人，北鄰加祿村、南鄰楓港村、東鄰獅子鄉內獅村、獅子村。

## 村名由來
與枋山鄉名命名原因相同。

## 交通

### 鐵路
臺灣鐵路管理局
- 南迴線：枋山車站（實際位於獅子鄉內獅村）

### 公路
省道
- 台1線

### 客運
- 屏東客運
- 國光客運